# Eugenia polyadena
Eugenia polyadena är en myrtenväxtart som beskrevs av Otto Karl Berg. Eugenia polyadena ingår i släktet Eugenia och familjen myrtenväxter.
Artens utbredningsområde är Peru. Inga underarter finns listade i Catalogue of Life.